# جوي هاند
جوي هاند (بالإنجليزية: Joey Hand)‏ هو سائق سيارة سباق أمريكي، ولد في 10 فبراير 1979 في ساكرامنتو في الولايات المتحدة.

## وصلات خارجية
- الموقع الرسمي
- جوي هاند على موقع Racing-Reference.info (الإنجليزية)
- جوي هاند على موقع DriverDB.com (الإنجليزية)